# Communauté d'agglomération du Calaisis
La communauté d'agglomération du calaisis, qui a pris en 2017 le nom de communication de Grand Calais Terres et Mers, anciennement communauté d'agglomération Cap Calaisis Terre d'Opale, est une ancienne communauté d'agglomération française située dans le département du Pas-de-Calais en région Hauts-de-France.
Elle a fusionné avec la communauté de communes du sud-ouest du Calaisis pour former, le 1er décembre 2016 la communauté d'agglomération Grand Calais Terre et Mers.

## Historique

Logo du Cap Calaisis de à 2017.

Une première réflexionsur la création d'une structure intercommunale à fiscalité propre est menée au sein du SIPAC (syndicat intercommunal pour l’agglomération du Calaisis), un  syndicat de communes  sans fiscalité  propre destiné  à préserver les intérêts de leurs communes respectives, qui aboutit à la création de la communauté d'agglomération du Calaisis réunissant cinq communes, par un arrêté préfectoral du 28 décembre 2000 qui a pris effet le 1er janvier 2001 — contre la position de Coquelles —. Elle est alors présidée par Jacky Hénin, à l'époque maire de Calais, qui choisit de cumuler les mandats de maire et de président de la communauté d'agglomération. Cette création d'intercommunalité permet notamment à Calais de partager les dépenses liées aux équipements qui servent aux collectivités voisines et de partager les recettes fiscales, notamment celles générées à Coquelles par d’importantes zones d’activité économique liées au Tunnel sous la Manche qu’elle accueille, tout en bénéficiant d'une importante bonification de la dotation globale de fonctionnement (GGF) évaluée à une trentaine de millions d'euros.

Le 1er janvier 2017, quatre communes issues de la communauté de communes du sud-ouest du Calaisis intègrent la communauté d'agglomération en application du schéma départemental de coopération intercommunale du Pas-de-Calais arrêté le 30 mars 2016 : Fréthun, Hames-Boucres, Les Attaques, et Nielles-lès-Calais. Pour l'occasion, l'intercommunalité prend le nom de communication de Grand Calais Terres et Mers, le 24 janvier,, mais garde sa dénomination administrative de Communauté d'agglomération du Calaisis.
Escalles, jusqu'alors membre de la communauté de communes Pays d'Opale, rejoint le 1er avril 2017  Grand Calais Terres et Mers,.
En novembre 2018, le tribunal administratif de Lille, estimant que le préfet s'était illégalement estimé lié par les délibérations d'une majorité qualifiée des conseils municipaux des communes concernées par la fusion des intercommunalités, annule les arrêtés du préfet du Pas-de-Calais portant création de la communauté de communes Pays d'Opale et extension du périmètre de la communauté d’agglomération Grand Calais Terres et Mers à compter du 1er décembre 2019, le temps de permettre de tirer les conséquences institutionnelles de ces annulations,,. Afin de tirer les conséquences de ce jugement, la CDCI du Pas-de-Calais réunie le 25 novembre 2019 a approuvé la « fusion entre la CAC et l’ex-communauté de communes du Sud-Ouest du Calaisis (CCSOC) ».
Par ailleurs, certaines communes de la communauté de communes Pays d'Opale ont délibéré en 2019 pour demander à intégrer la communauté d'agglomération du Calaisis : Peuplingues, Pihen-lès-Guînes,
Le Préfet a donc acté ces évolutions par un arrêté préfectoral du 25 novembre 1919 qui a pris effet le 1er décembre 2019 — date ou le jugement du Tribunal administratif de Lille a pris effet — décidant la fusion de la Communauté d'agglomération du Calaisis et de la Communauté de communes du Sud-Ouest de Calais, et créant en conséquence une nouvelle structure intercommunale dénommée Communauté d'agglomération Grand Calais Terre et Mers regroupant 14 communes,,.

## Territoire communautaire

### Géographie
Situé à un carrefour important du nord de l'Europe, le territoire du Calaisis est à deux heures de Londres, trois heures de Paris, deux heures de Bruxelles.
Il s'agit d'un territoire riche en paysages divers : à l'ouest, le Cap Blanc-Nez situé sur le site naturel des deux Caps. Au nord du Calaisis, les plages de Calais, Blériot et Sangatte avec le cordon dunaire de fort-Mahon. À l'est, les dunes et la plage de Marck.

#### Accès et transports
Territoire de transit, le Calaisis voit passer chaque année, près de 30 millions de passagers et 60 millions de tonnes de fret sur son territoire.
Ce territoire permet les liaisons trans-Manche, par les ferries entre les ports de Calais et Douvres, et le tunnel sous la Manche entre Coquelles et Folkestone.
Le territoire de Grand Calais Terres & Mers est desservi par l'autoroute A16, l'autoroute A26 et l'Eurostar.

#### Urbanisme
Le schéma de cohérence territoriale du pays du Calaisis intègre trois intercommunalités :
- la communauté d'agglomération de Calais ;
- la communauté de communes de la Région d'Audruicq ;
- la communauté de communes Pays d'Opale.

#### Environnement
La communauté d'agglomération de Calais bénéficie d'une grande variété environnementale sur son territoire. La commune la plus à l'ouest de l'agglomération fait partie du parc naturel régional des Caps et Marais d'Opale : Sangatte. Marck-en-Calaisis, située à l'est du territoire possède une grande plage, avec un cordon dunaire au niveau des Hemmes de Marck. Coquelles et Coulogne sont deux communes situées au sud du territoire. Coquelles est surtout constituée avec un milieu agricole, alors que la commune de Coulogne possède un canal qui conduit à Calais. Cette dernière qui est la commune centre du territoire. Elle possède une grande diversité environnementale avec ses canaux, mais surtout avec une grande plage de sable fin et son port.

### Composition
En 2019, la communauté d'agglomération regroupait les dix communes suivantes,:

| Nom                | Code Insee | Gentilé        | Superficie (km2) | Population (dernière pop. légale) | Densité (hab./km2) |
| ------------------ | ---------- | -------------- | ---------------- | --------------------------------- | ------------------ |
| Calais (siège)     | 62193      | Calaisiens     | 33,5             | 67 585 (2022)                     | 2 017              |
| Coquelles          | 62239      | Coquellois     | 8,77             | 2 625 (2022)                      | 299                |
| Coulogne           | 62244      | Coulonnois     | 9,16             | 5 403 (2022)                      | 590                |
| Escalles           | 62307      | Escallois      | 7,29             | 218 (2022)                        | 30                 |
| Fréthun            | 62360      | Fréthunois     | 7,92             | 1 393 (2022)                      | 176                |
| Hames-Boucres      | 62408      | Hames-Boucrois | 12,82            | 1 428 (2022)                      | 111                |
| Les Attaques       | 62043      | Attaquois      | 20,81            | 2 065 (2022)                      | 99                 |
| Marck              | 62548      | Marckois       | 31,55            | 10 468 (2022)                     | 332                |
| Nielles-lès-Calais | 62615      | Niellois       | 2,49             | 281 (2022)                        | 113                |
| Sangatte           | 62774      | Sangattois     | 14,28            | 4 755 (2022)                      | 333                |

### Démographie
| 1968   | 1975   | 1982   | 1990    | 1999    | 2006    | 2011    | 2016    |
| ------ | ------ | ------ | ------- | ------- | ------- | ------- | ------- |
| 92 304 | 98 090 | 99 068 | 100 214 | 103 070 | 101 774 | 100 523 | 103 575 |

## Administration

### Siège
Le siège de la communauté d'agglomération était en mairie de Calais.

### Élus
La communauté d'agglomération était administrée par son conseil communautaire, composé, depuis l'adhésion d'Escalles, de 54 conseillers municipaux représentant les 10 communes membres et répartis en fonction de leur importance démographique (mais sans que la commune principale puisse détenir plus de la moitié des sièges) comme suit :
- 27 sièges pour Calais ;
- 10 sièges pour Marck ;
- 5 sièges pour Coulogne ;
- 4 sièges pour Sangatte-Blériot ;
- 2 sièges pour Coquelles et Les Attaques ;
- 1 siège (et son suppléant) pour Frethun, Nielles-lès-Calais, Hames-Boucres et Escalles.

À la suite des élections municipales de 2014 dans le Pas-de-Calais, Philippe Bret (MDC), premier maire-adjoint de Calais, est réélu président de la communauté d'agglomération. Au printemps 2015, il annonce sa démission en conseil communautaire sur fond de désaccord avec Natacha Bouchart, sénatrice-maire de Calais et l'ensemble du bureau communautaire, après avoir dénoncé « le putsch de l’UMP » dans la presse quelques jours avant sa démission. En effet, à la préparation du budget 2015, Philippe Blet est favorable à l'augmentation des impôts communautaires. Natacha Bouchart y est opposé. C’est alors la fin de l’entente entre la Sénatrice-Maire et son ex-premier adjoint.
Lors du conseil communautaire du 12 mai 2015, Natacha Bouchart, alors sénatrice-maire de Calais, est élue (par 40 voix pour, 3 bulletins blanc et 8 refus de prendre part au vote) présidente de la communauté d'agglomération du Calaisis. Le conseil élit également ses 11 vice-présidents, qui sont :
1. Michel Hamy, Maire de Coquelles et conseiller départemental (DVD), chargé des finances ;
2. Pierre-Henri Dumont, alors maire de Marck (LR), chargé de la communication prospective et du développement numérique  ;
3. Guy Allemand, maire de Sangatte (DVG), chargé des sports et des trames vertes et bleues ;
4. M. Dominique Legrand, élu de Coulogne ;
5. Gérard Grenat, maire-adjoint de Calais, désormais LREM, chargé de l’Europe, de la coopération étrangère et recherche de financements ;
6. Véronique Dumont-Deseigne, maire-adjointe de Marck, conseillère régionale (LR), chargée de l'assainissement ;
7. Emmanuel Agius, premier maire-adjoint de Calais, conseiller régional (LR), chargé du développement économique, de l’aménagement de l’espace communautaire, de la mutualisation et de la coopération intercommunale ;
8. Philippe Mignonet|, maire-adjoint de Calais, conseiller départemental (LR), chargé du transport et de la gestion des déchets ménagers (collecte et traitement) ;
9. Bernard Lelièvre, conseiller municipal de Calais (MODEM), chargé de la politique de la ville ;
10. Pascal Pestre, maire-adjoint de Calais (LR), chargé du tourisme, des loisirs, des évènements et de la culture ;
11. Patrice Cambraye, maire-adjoint de Calais (désormais LREM), chargé des relations sociales et du personnel.

À la suite de son élection comme député du Pas-de-Calais en 2017, Pierre-Henri Dumont, frappé par la réglementation limitant le cumul des mandats en France, démissionne de son mandat de vice-président et est remplacé par Raymond Lefebvre, conseiller municipal de Marck (LR).
Ont également été depuis élus vice-présidents :
4. Alain Fauquet, maire de Coulogne, chargé de la lutte contre les risques, GEMAPI et PAPI, en remplacement de Dominique Legrand (depuis élu "autre membre du bureau" chargé de la protection de l’environnement & de la lutte contre la pollution) ;
12. Nadine Deniele-Vampouille, désormais maire de Les attaques, chargée de la petite enfance et des centres de loisirs ;
13. Guy Heddebaux, maire de Fréthun (DVD), chargé de l’habitat et parking intérêt communautaire
14. (mandat vacant à la suite du décès de René Lotte, maire de Hames-Boucres) chargé de l’écologie et des espaces naturels
15. (mandat vacant) chargé des berges et canaux, de la lutte contre l’érosion des sols et de la ruralité.
Le bureau communautaire pour la fin de la mandature 2014-2020 est constitué de la présidente, des 15 vice-présidents et de 7 autres membres.

### Liste des présidents
| Période    | Période         | Identité         | Étiquette | Qualité |
| ---------- | --------------- | ---------------- | --------- | --- |
| 2001       | avril 2008      | Jacky Hénin      | PCF       | Commerçant Maire de Calais (2000 → 2008) Député européen (2004 → 2009) |
| avril 2008 | avril 2015,     | Philippe Blet    | MRC       | Educateur socio-culturel Maire-adjoint de Calais (2008 → 2015) Démissionnaire |
| mai 2015   | 9 décembre 2019 | Natacha Bouchart | LR        | Directrice des ressources humaines, attachée parlementaire Maire de Calais (2008 →) Vice-Présidente de la région Hauts-de-France (2016 →) Sénatrice du Pas-de-Calais (2011 → 2016) Présidente de la CA Grand Calais Terre et Mers (2019 → ) |

### Compétences
La communauté d'agglomération exerçait les compétences qui lui avaient été transférées par les communes membres dans les conditions déterminées par le code général des collectivités territoriales.
Au 1er janvier 2017, il s'agissait de :
- Développement économique : zones d’activité ; politique locale du commerce et soutien aux activités commerciales d’intérêt communautaire; promotion du tourisme, dont la création d’offices de tourisme.
- Aménagement de l’espace communautaire : Schéma de cohérence territoriale (SCOT)... ; zones d’aménagement concerté reconnues d’intérêt communautaire ; organisation de la mobilité ;
- Équilibre social de l’habitat : Actions et aides financières en faveur du logement social d’intérêt communautaire ; réserves foncières pour la mise en œuvre de la politique communautaire d’équilibre social de l’habitat ; action, par des opérations d’intérêt communautaire, en faveur du logement des personnes défavorisées ; amélioration du parc immobilier bâti d’intérêt communautaire ;
- Politique de la ville :  Élaboration du diagnostic du territoire et définition des orientations du contrat de ville; animation et coordination des dispositifs contractuels de développement urbain, de développement local et d’insertion économique et sociale ainsi que des dispositifs locaux de prévention de la délinquance; programmes d’actions définis dans le contrat de ville ;
- Accueil des gens du voyage : Aménagement, entretien et gestion des aires d’accueil ;
- Collecte et traitement des déchets des ménages et déchets assimilés ;
- voirie d’intérêt communautaire et parcs de stationnement d’intérêt communautaire ;
- protection et de mise en valeur de l’environnement et du cadre de vie : Lutte contre la pollution de l’air, lutte contre les nuisances sonores, soutien aux actions de maîtrise de la demande d’énergie ;
- Équipements culturels et sportifs d’intérêt communautaire ;
- Assainissement ;
- Gestion du refuge – fourrière animalier intercommunal ;
- Mise en valeur des espaces naturels : La zone verte du Colombier Virval, les zones intercommunales à vocation naturelle reprises dans le schéma Trame verte et bleue du Calaisis défini par le SYMPAC, création et entretien de sentiers de randonnées et leurs liaisons (les travaux se limitent à l’entretien nécessaire à la pratique des activités de randonnées pédestre, équestre et de VTT) qui sont labellisés par la Communauté d’Agglomération du Calaisis en partenariat avec la Fédération française de randonnée pédestre FFRP, sont exclues les parties des tracés chevauchant une route nationale, départementale ou communale, soutien à la création d’aménagements cyclables notamment sur les portions de « vélo-routes et voies vertes » hors périmètre d’intervention du conseil départemental.
- Promotion du territoire par le sport de haut niveau par la création d’un fonds d’intervention sportive permettant de financer les clubs en championnat national ainsi que les manifestations officielles de niveau national et international ;
- Gestion des données numériques et alphanumériques du cadastre.
- Aménagement, entretien et gestion de l’aéroport de Calais-Marck ;
- Valorisation environnementale et touristique des berges et canaux : l’aménagement des berges et canaux du secteur Calais en accompagnement du projet de la navette fluviale, limité au canal de Saint-Omer entre le pont Mollien et le pont de Coulogne ainsi que le bassin de la Batellerie et le canal de la Citadelle, limité aux travaux d’aménagement énumérés ci-dessus et à l’entretien de ces futurs travaux ;
- Archéologie préventive : Réalisation des diagnostics et des fouilles, en complément des missions de l'INRAP ;
- Coopération décentralisée. Chaque commune garde pour sa part la possibilité de mener des actions de coopération décentralisée.
- Aménagement numérique du territoire et la mise en œuvre d’infrastructures de communications électroniques : favoriser l’investissement dans les infrastructures performantes et les ouvrir à l’ensemble des acteurs du marché, agir pour développer l’innovation et le transfert technologiques. établir, promouvoir et gérer des infrastructures, des équipements, des réseaux favorisant les technologies de l’information et de la communication destinées à l’ensemble des habitants, des entreprises, et des services publics du territoire communautaire ou contribuant à l’attractivité du territoire ;
- Exercice par délégation de compétences dévolues au Département ou la Région ;
- Création et gestion d’un crématorium intercommunal, à l’exclusion des structures funéraires actuelles relevant de la compétence des communes ou de celles à venir qui ne seraient pas strictement liées au crématorium intercommunal ;
- Gestion des milieux aquatiques et prévention des inondations (GEMAPI) ;
- Actions en faveur de l’enfance et de la jeunesse en milieu rural : les centres multi-accueil Pom de Reinette, sis à Frethun et Pom d’Api, sis à Les Attaques, le Centre de Loisirs Intercommunal sans hébergement sur les communes de Les Attaques, Hames-Boucres, Nielles-lès-Calais et Frethun pour sa partie animation ;
- Actions de lutte contre l’érosion des sols et protection de la nappe; études, création et entretien des aménagements anti-érosifs.
- Création d’un dispositif d’aide aux particuliers en matière de travaux visant à l’efficacité énergétique et la réduction de l’émission des gaz à effet de serre ;
- Participation à toute action visant à faciliter et accompagner des initiatives prises par les acteurs socio-économiques sur le territoire communautaire en faveur de la création, de la valorisation, de la transmission, de la reprise d’entreprises ;
- Actions solidaires intercommunales : la mise en place et la gestion d’une allocation de réussite étudiante ; la mise en place et la gestion d’un Fonds Intercommunal de Cohésion Sociale.
- Soutien aux établissements de formation post bac.

### Régime fiscal et budget
La communauté d'agglomération était un établissement public de coopération intercommunale à fiscalité propre.
Comme toutes les communautés d'agglomération, et afin de financer l'exercice de ses compétences, l'intercommunalité percevait la fiscalité professionnelle unique (FPU) – qui a succédé à la taxe professionnelle unique (TPU) – et assure une péréquation de ressources entre les communes résidentielles et celles dotées de zones d'activité.

## Réalisations
La communauté d'agglomération gère différents équipements communautaires :
- l'aéroport de Calais - Dunkerque à Marck ;
- le C.R.D. (Conservatoire à Rayonnement Départemental de danse et de musique du Calaisis) à Calais ;
- l'école d'art du Calaisis à Calais ;
- la base de voile et de loisirs Tom Souville à Sangatte ;
- l'antenne du CRD à Blériot ;
- la base de char à voile à Marck ;
- la piscine Ranson à Calais ;
- la piscine patinoire Icéo à Calais.